# Kostelec nad Vltavou
Kostelec nad Vltavou é uma comuna checa localizada na região da Boêmia do Sul, distrito de Písek.